# Trichoaspis julus
Trichoaspis julus (лат.) — вид клещей из надсемейства Dermanyssoidea отряда Mesostigmata. Единственный представитель семейства Trichoaspididae. Встречаются на юге Китая (город Гуйян, 16,6°N, 106,7°E, провинция Гуйчжоу). Паразитируют на Julus terrestris Linnaeus. Все ноги хорошо развиты, сильно хитинизированы, сеты на них очень мелкие и малочисленные.